# Albert Demolon
Pour les articles homonymes, voir Demolon.
Albert Demolon est un ingénieur agronome français, né le 30 avril 1881 à Lille et mort le 3 août 1954 à Paris.

## Parcours
Ingénieur agronome INA en 1901, il est nommé, dès 1909, directeur de la Station agronomique et du Laboratoire de microbiologie de l'Aisne à Laon. 
Après une première thèse en microbiologie, rédigée en grande partie mais détruite pendant la Première Guerre Mondiale, il commence une deuxième thèse. En 1926, il devient Docteur es sciences ; le sujet de sa thèse est : « Recherches physico-chimiques sur la terre à brique envisagée comme milieu naturel ». L’année suivante (1927), il est Inspecteur général des Stations et Laboratoires du ministère de l'agriculture. 
En 1931 débute la deuxième série des « Annales agronomiques », dont il est le fondateur et le rédacteur en chef et qui paraîtront jusqu'en 1980. Nommé membre de l'Académie d'agriculture de France  le 2 mai 1934, il fonde la même année, avec Auguste Oudin, l'Association Française pour l'Étude du Sol (AFES, dont il est le premier président jusqu'en 1954) ainsi que le laboratoire des sols du Centre National de Recherches en Angronomie (CNRA) à Versailles. Il devient aussi, en 1940, le directeur du Centre National de Recherches Agronomiques à Versailles. En 1945 il prend part aux discussions autour de la création de l'INRA, avant de prendre sa retraite. 
Il épouse Helen (Elene) Tsereteli-Demolon (ელენე გიორგის ასული წერეთელი-დემოლონ), sœur  du fameux homme politique géorgien Irakli Tsereteli (ირაკლი წერეთელი).

## Honneurs et reconnaissance
Président de l'Académie d'agriculture en 1943, élu à l'Académie des sciences le 11 mars 1946, il est aussi membre d'honneur de l'Association Internationale pour la Science du Sol (AISS (ou ISSS et maintenant IUSS). Il est nommé Commandeur de la Légion d'honneur en 1953.

## Œuvres
- 1932 : La Dynamique du sol
- 1933 : Guide pour l'étude expérimentale du sol
- 1934 : Croissance des végétaux cultivés
- 1949 : La Génétique des sols